# Фонтен ан Демоа
Фонтен ан Демоа (фр. Fontaines-en-Duesmois) насеље је и општина у источном делу централне Француске у региону Бургоња, у департману Златна обала која припада префектури Монбар.
По подацима из 2011. године у општини је живело 126 становника, а густина насељености је износила 7,04 становника/km². Општина се простире на површини од 17,9 km². Налази се на средњој надморској висини од 370 метара (максималној 419 m, а минималној 334 m).

## Демографија
| 1962. | 1968. | 1975. | 1982. | 1990. | 1999. | 2011. |
| ----- | ----- | ----- | ----- | ----- | ----- | ----- |
| 152   | 175   | 171   | 134   | 124   | 126   | 126   |

График промене броја становника у току последњих година